# 保罗·麦克弗森
保罗·L·麦克弗森（英語：Paul L. McPherson，1978年7月3日—），美国前职业篮球运动员。